# Expedición portuguesa a Otranto

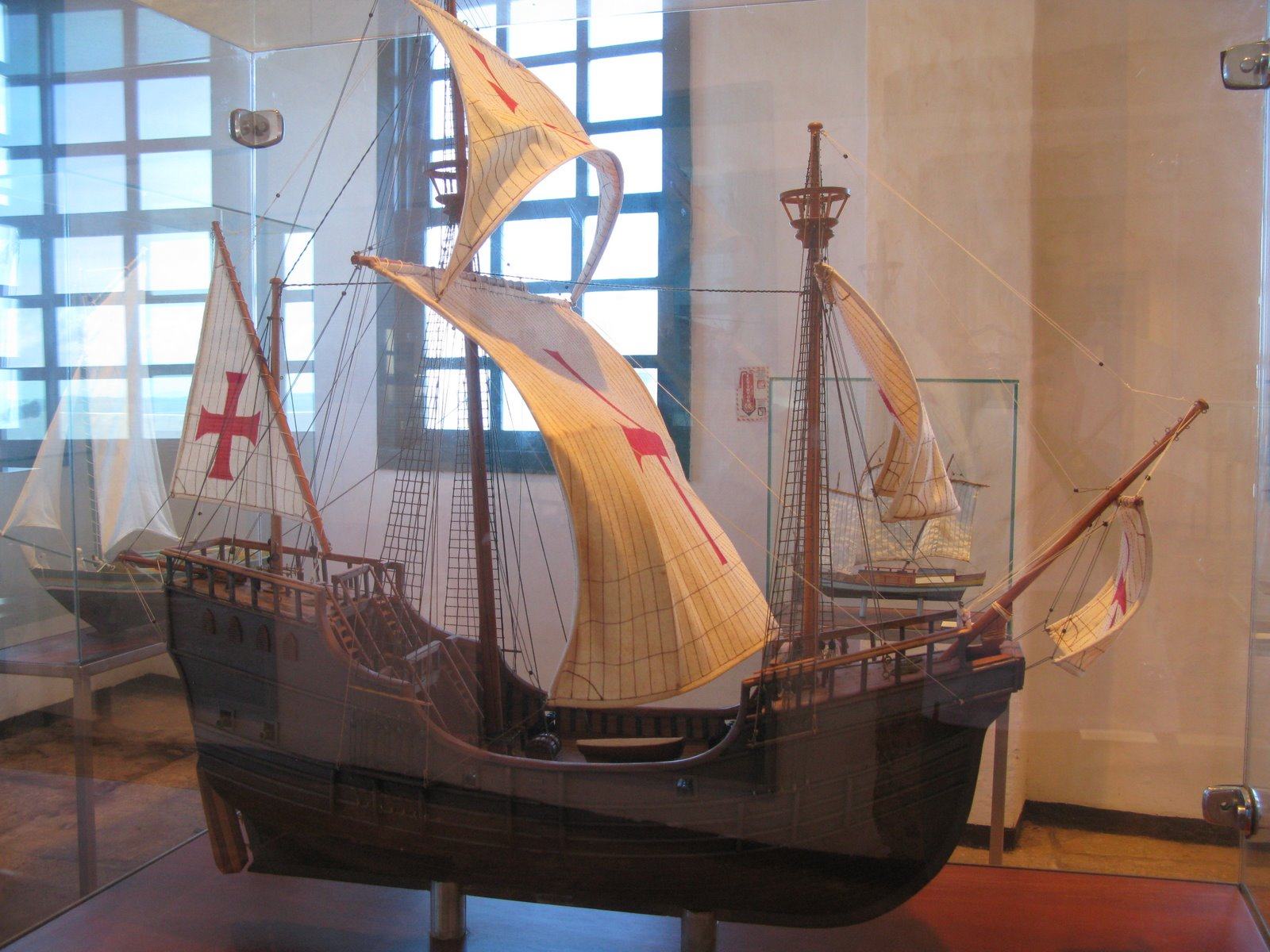
Carabelas usadas en las expediciones.

La expedición portuguesa a Otranto en 1481, que los portugueses llaman la Cruzada Turca (en portugués: Cruzada Turca), llegó demasiado tarde para participar en cualquier pelea. El 8 de abril de 1481, Papa Sixto IV emitió la bula papal Cogimur iubente altissimo, en el que llamó a una cruzada contra los turcos, que  ocuparon Otranto en el sur de Italia. La intención del Papa era que, después de recuperar Otranto, los cruzados cruzarían el Adriático y liberarían a Vlorë (Valona) también.
Portugal decidió enviar un escuadrón a Otranto bajo el mando del obispo de Évora, García de Meneses. En una carta fechada el 27 de agosto de 1481 al cardenal Paolo di Campofregoso, Sixto escribió: "Desde Portugal hay veinte carabelas y un carguero que esperamos el día en San Pablo, cuyo líder es un venerable hermano García, obispo de Évora." El 7 de septiembre escribió al rey Fernando I de Nápoles, informándole que "una flota que enviamos procede a Otranto desde Portugal ... Esperamos que sea de gran utilidad en el asalto a Otranto..... " El 14 de septiembre, el mismo día en que los otomanos se rindieron a Otranto, el Papa escribía desde Bracciano a su vicecambelán, que le había informado del lento avance de la flota portuguesa. Sixto sospechaba de las intenciones de García. Al día siguiente (15 de septiembre), escribió al obispo, elogiándolo por su diligencia y cautela, pero instándolo a llevar su flota a Vlorë para expulsar a la guarnición turca allí para hacer "algo digno de la religión cristiana y su honor y el de su rey ", refiriéndose al rey recientemente fallecido  Afonso V. También instó a García a llevar a Andreas Palaiologos, el depuesto déspota de Morea, de regreso a Grecia para comenzar la reconquista de sus tierras.
Cuando los portugueses llegaron a Nápoles, los otomanos ya se habían retirado, porque el 3 de mayo el sultán del Imperio Otomano, Mehmed II, había muerto, y se produjeron disputas sobre su sucesión.

## Más información
- Dias Vicente, João (1974). «Participação portuguesa na recuperação de Otranto (1481)». Itinerarium 20 (83): 26–54.

- Datos: Q16939424